# Saint-Servais (Belgia)
Saint-Servais (valonă Sint-Serwai) este o localitate din comuna Namur, în Valonia, Belgia. Până în 1977 Saint-Servais era o comună separată, după această dată fiind înglobată in comuna Namur teritoriul fiind organizat ca o secțiune a acesteia. 